# Kelly hősei
A Kelly hősei (Kelly’s Heroes) klasszikussá vált amerikai-jugoszláv háborús film. 1970-ben készült, a Metro-Goldwyn-Mayernél. Rendezte: Brian G. Hutton. A forgatókönyvet Troy Kennedy-Martin írta.

## A film cselekménye
A film nem sokkal a normandiai partraszállás után játszódik Franciaországban. Egy kb. tizenöt fős felderítő alakulat küzd az első vonalban, a szakaszvezetőjük Bazi Joe (angolul: Big Joe/Telly Savalas), őrmester. Parancsnokuk, Maitland (Hal Buckley) nem sokat törődik velük, inkább saját előmenetelét egyengeti, s egy zsákmányul ejtett jachtot akar elvontatni a tűzvonalból, akár emberei élete árán, noha alig van valami értéke. A fiúk már alig várják, hogy bevonulhassanak Nancyba, ahol végre kipihenhetik magukat, de mint ahogy lenni szokott, hátrahagyják őket.
A címszereplő Kelly (Clint Eastwood) egy foglyul ejtett német hírszerzőtisztnél (David Hurst) ólomlemeznek álcázott aranyrudakat talál. Leitatja a németet, aki részegségében elárulja, hogy 25 mérföldre innen, Clermontban, egy bankban még vagy 14 ezer rúd arany van, melynek értéke a párizsi piac akkori állása szerint 16 millió amerikai dollár. A hírszerzőtiszt meghal, s Kelly tervet sző az arany megszerzésére. Először Bazi Joe-nak árulja el, mit tudott meg. Joe viszont előre figyelmezteti, hogy ne próbálja meg elmondani a többieknek, mert nem hajlandó az emberei életét kockáztatni.
Maitland a jachtot Párizsba szállíttatja, hogy ott értékesíthesse, embereit három napra otthagyja egy félig kibombázott tanyán minden nélkül. Kelly eközben egy számvevő tisztnél, Vaskalapnál (angolul: Crapgame/Don Rickles) ellátmányt és fegyvereket szerez be a szakasz számára. Itt megismerkedik Csodabogárral (angolul: Oddball/Donald Sutherland) és bevonja őt az akcióba.
Csodabogár a 321-es páncélos hadosztálynál szolgál és három Sherman tankja van, kilencfős személyzettel. Az ő korábbi parancsnoka is hasonlóan utálatos egyén volt, mint Maitland. A parancsnok halála óta az alakulat „tartalékba” helyezte magát. A tankok másképp lettek átalakítva a többi szokványos harcigépnél, jobban manővereznek és furfangos kiegészítőkkel vannak ellátva. Mindezt Csodabogár egyik beosztottja, a nagyszerű műszaki zseni, Moriarty (Gavin MacLeod) alakította át; aki Csodabogár szerint nagyon pesszimista, s az általa kibocsátott „negatív hullámok” okolhatók a sikertelenségekért. Az időzítést kidolgozzák és megbeszélik a találka helyét. Pontosnak kell lenniük, hogy hajnalban elérjék a folyón átvezető hidat, mert a szövetséges légierő nappal lerombolja a hidakat, de az ellenség éjjel helyreállítja őket.
Bazi Joe, Kelly és a többiek nyomására rászánja magát az akcióra, de ő kevésbé optimista, mint a többiek, akik nem veszik észre a nagy kockázatot, s az óriási távolságot. Job tizedes (Tom Troupe) kivétel, ő kötelességtudó katonaként teljesít szolgálatot, társait mindenhová követi és ő értük is harcol. Az éjszaka leple alatt útnak indulnak, s sikerrel átvágják magukat a német arcvonalon, ehhez segítségükre van az a zárótűz, amit Muligan tüzérségi parancsnok (George Savalas) lövet. Előzőleg egy aranyrúddal már kifizette őt Kelly.
A következő nap bonyodalmak folytatódnak: Kelly beszél Bazi Joenak a bankot őrző három Tigris tankról; járműveiket egy amerikai repülőgép tévedésből szétlövi. Csodabogár pedig alighogy eléri a hidat, a szeme láttára bombázzák szét. Mindehhez csak annyit tud szomorúan hozzáfűzni: „Látod, mit tettél a negatív hullámaiddal, Moriarty?” Egy kávéházból telefonon felhívja a 32-es hídépítők parancsnokát, Bellamyt (Len Lesser), hogy műszaki egységeivel állítsa helyre a hidat, cserébe kénytelen ő is részesedést kínálni.

Közben a szakasz egy aknamezőre téved, s elvesztik Grace-t (George Furgo), majd egy hirtelen feltűnő német őrjárat ellen vívott tűzharcban Mitchell (Fred Pearlman) és Job is elesik.
Ahogy találkoznak Csodabogárral, döbbenten látják, hogy egy kisebb sereggel érkezett, amely Bellamyval együtt csak akkor hajlandó hidat verni nekik, amennyiben részesedést kapnak. Kellyék látszólag belemennek az osztozkodásba, de ügyes cselt eszelnek ki. Egy újabb hídnál harcba bocsátkoznak a német sereggel és ezzel a frontvonalat vagy 30 mérfölddel beljebb nyomják, amire az amerikai-angol csapatok az elmúlt hetekben nem voltak képesek. Bellamy és az utászok már nem jutnak át a hídon, mert az a harcban jelentősen megsérült, így Kellyék nyomban faképnél hagyják őket. Mivel a harcban két tank megsérült, már csak eggyel mehetnek Clermontba, ahol nemcsak számbeli, hanem minőségbeli túlerő is várja őket.
Eközben a  parancsnoki főhadiszálláson Colt tábornok (Caroll O’Connor) Kellyék lehallgatott rádióadásából értesül az áttörésről, amiről a vezérkar azt hiszi, hogy az ő műve. Hírszerzője, Booker (Ross Elliott) a rádión át hallottakból nem ért semmit – szerinte nem az előírt kódrendszer alapján dolgoznak: „Emlegetnek valami bankot, Vaskalapot, Kellyt, Bazi Joet, Csodabogarat…”. Maitland is fültanúja az egésznek, egyedül ő tudja, kikről van szó, de a döbbenettől nem tud megszólalni. Az az erőfeszítés, amit Kellyék az arany megszerzéséért tesznek, a tábornokban azt a benyomást kelti, hogy hihetetlenül bátor és becsületes katonákkal van dolga, akik megmentik a hadsereg, sőt az egész Amerikai Egyesült Államok becsületét, ezért ő is útnak indul a teljes haderővel, hogy mihamarabb utolérhesse és kitüntethesse őket.
Kellyék a város mellett dolgozzák ki a haditervet. Csodabogár azonban kételkedik az akció sikerében, mert a Tigris és a Sherman merőben más tankok, előbbinek vastag a páncélja, félelmetesen manőverez és mindössze egyetlen gyenge pontja van, a feneke, amelynek a közepébe kell lőni. Kellynek ellenben eléggé pozitív reményei vannak, s Csodabogár nagyon örvend ennek, mondván: „Őrület! Ekkora pozitív kisugárzással nem veszíthetünk!”. Kelly rádión üzen a korábban a város templomtornyába figyelőként és mesterlövészként küldött Cowboynak (Jeff Morris) és Gutowskinak (Richard Davalos), hogy hosszan harangozzanak, így talán a németek nem hallják meg a tankjuk motorját. A többiek Bazi Joeval a város különböző pontjait szállják meg. Amellett a véletlen is a segítségükre lesz, mivel a napi rutineljárás keretében a Tigrisek motorjait járatni kezdik, így a nagy zajban sokkal közelebb lopódzhatnak hozzájuk. A három tankból aztán kettőt megsemmisítenek, az őrséget könnyen likvidálják. Egy Tigris még épen marad, és őrzi a bankot. Patthelyzet alakul ki. Az időközben megsebesült Vaskalap javaslatára a Tigris parancsnokával és pár emberével megegyeznek. Az SS-tiszt (Karl-Otto Alberty) a megállapodásnak megfelelően szétlövi a bank bejáratát. Az arany már az övék, s felosztják egymás közt, a német parancsnok a megállapodás értelmében leléphet a színről, Csodabogár pedig elégedetten átveszi az erősebb Tigrist is a saját harcképtelen Shermanjük helyett, de Moriarty, szokásához híven ismét elégedetlen a német tank szerinte gyenge műszaki állapota miatt. A város lakói ünnepelnek, közben megjön Colt. Hogy Kellyék titokban ki tudjanak osonni a városból Svájc felé, Bazi Joe ráveszi a polgármestert, hogy ne őket ünnepeljék, hanem üdvözölje De Gaulle tábornokot, aki éppen most érkezett meg. A tömeg körülállja Coltot és az érkező amerikai katonákat, s mialatt a franciák ölelésükkel árasztják el az érkezőket, Maitland bemegy a bankba, de már csak egy Kilroy graffitire akad a falon. Alatta felirat: A tiedbe bébi.

## Szereplők
| Szereplő                         | Színész            | Magyar hang       |
| -------------------------------- | ------------------ | ----------------- |
| Kelly                            | Clint Eastwood     | Kovács István     |
| Bazi Joe                         | Telly Savalas      | Inke László       |
| Vaskalap                         | Don Rickles        | Bodrogi Gyula     |
| Csodabogár                       | Donald Sutherland  | Helyey László     |
| Colt tábornok                    | Caroll O’Connor    | Láng József       |
| Moriarty                         | Gavin MacLeod      | Zana József       |
| Maitland                         | Hal Buckley        | Hegedűs D. Géza   |
| Kicsi Joe                        | Stuart Margolin    | Gáspár Sándor     |
| Cowboy                           | Jeff Morris        | Gruber Hugó       |
| Gutkowski                        | Richard Davalos    | Hollósi Frigyes   |
| Petuko                           | Perry Lopez        | Koroknay Géza     |
| Job                              | Tom Troupe         | Szerednyey Béla   |
| Willard                          | Harry Dean Stanton | Kiss László       |
| Fisher                           | Dick Balduzzi      | Korcsmáros György |
| Babra                            | Gene Collins       | Csák György       |
| Bellamy                          | Len Lesser         | Kézdy György      |
| Dunkhepf                         | David Hurst        | Somhegyi György   |
| Mitchell                         | Fred Pearlman      | Oszkai Csaba      |
| Grace                            | Michael Clark      | Mátrai Tamás      |
| Pen                              | George Furgo       | Vajek Róbert      |
| Jonesey                          | Dee Pollock        | Hirtling István   |
| Mulligan                         | George Savalas     | Horváth Pál       |
| Német tiszt                      | John G. Heller     |                   |
| Török                            | Shepherd Sanders   | Lesznek Tibor     |
| SS tiszt                         | Karl-Otto Alberty  | Rajhona Ádám      |
| Booker                           | Ross Elliott       | Csernák János     |
| Második tank parancsnoka         | Sandy Kevin        |                   |
| Harmadik tank parancsnoka        | Phil Adams         |                   |
| Clermont polgármestere           | Hugo de Vernier    |                   |
| Tank vezető                      | Frank J. Garlotta  |                   |
| Vendég                           | James MacHale      |                   |
| Roach                            | Robert MacNamara   |                   |
| Amerikai tiszt                   | Read Morgan        |                   |
| Bonsor                           | Tom Signorelli     |                   |
| Roamer                           | Donald Waugh       | Beregi Péter      |
| A harangtoronynál álló öregember | Vincent Maracecchi |                   |
| Ellátó tiszt                     | Harry Goines       |                   |

## A film és a valóság
A film nagy részét Jugoszláviában forgatták, mert az ottani hadseregnek számos Sherman tankja volt. Helyszínnek az Isztriai-félszigetet választották Horvátországban, ahol a környezet és települések igencsak hasonlítottak a dél-franciaországi területekhez. A Clermontban játszódó jeleneteket is egy Vižinada nevű városkában vették fel. Colt főhadiszállása Belcsény település melletti villában volt, bár romos állapotban van egyértelműen beazonositható a lépcsőkről.  A 3 Sherman alagútból kitörése egy korábban bezárt bányában játszódott Vrdnek mellett, a filmesek egyszerűen megvették a területet.  A vasúti hid lebombázását Obrenovac közelében vették fel.
Remek technikai megoldásaival és korhű öltözékekkel, fegyverekkel nagyszerű, nem várt hatást ért el. A kritika bár bírálta bizonyos szempontokból, de a nézőközönség előtt mind a mai napig töretlen sikere van. Hutten két évvel korábban is forgatott egy háborús filmet: a Kémek a Sasfészekbent, amellyel szintén sikert aratott. Ebben a filmben is az egyik szereplő Eastwood volt.
De felmerül a kérdés, hogy vajon képesek-e az arannyal Kellyék boldogulni az életben, amely jóllehet hadizsákmány, de kétes eredetű, és ahogy Vaskalap az elején fogalmazta: „A tökéletes bűntény lehetne belőle.”
A „Tigris-frász” valóságos volt. Harctéri körülmények között a Tigris legyőzéséhez legalább 4-5 Sherman tankra lett volna szükség.
Ugyancsak valóságos a szövetséges enyveskezűsége. A világháború során a Németországot, valamint Franciaországot és Hollandiát felszabadító amerikai csapatok több ízben fosztogattak. Különösen náci kézre került háborús műkincseket tulajdonítottak el, és hurcoltak az Egyesült Államokba. Egy régi, felbecsülhetetlen értékű középkori német evangéliumnak, melynek a háborúban veszett nyoma, évtizedekkel később nem várt helyen, Texasban akadtak a nyomára, mely kétségkívül bizonyította, hogy a műkincsek elrablása, vagy önös kisajátítása nemcsak a németeknek tulajdonítható.
A Kelly hősei népszerűsége a nem megszokott történetvezetésben rejlik. A katonák nem a hazájukért, vagy bármilyen magasztos eszméért (a náci rabiga elpusztításáért) harcolnak, hanem saját magukért. Ezeket az embereket semmibe vették, alig ötven dollár volt a zsoldjuk. Az amerikai és szovjet háborús filmekben a katonák fess és jóképű fickók voltak, itt azonban némi testi hibával megáldott, nem éppen vonzó külsejű fiúk vannak, akik már idősebbek, és öltözetük is némileg elhanyagolt. Ott van Babra (Gene Collins), egy afféle kis mitugrász, vagy a mindig ideges képet vágó Kicsi Joe (Stuart Margolin), aki sokszor össze-vissza beszél. Vaskalap minden garast a fogához ver, és Bazi Joe szerint „akkor megy előre a tűzbe, ha hasznot szimatol”. Ugyanakkor más és más nemzetiségekből tevődnek össze: Kicsi Joe és Bellamy olaszok, Job és Vaskalap zsidók, Fisher német, Gutkowski lengyel, Petuko meg spanyol, és persze ott van Csodabogár egyik tankirányítója, aki török. De nagyon összetartóak, közösen leküzdik a problémákat és mindegyiknek van valami remek adottsága, Bazi Joe-nak nagyszerű esze van, Gutkowski jól lő, Moriarty pedig, ahogy Csodabogár mondta, nagy szakértője a mechanikának.

## Bakik a filmben
A film végén a Tigris tank valójában egy átépített T-34-es, ami – egy igazi Tigrissel ellentétben – tényleg dízelmotoros volt.
A kisváros spontán felszabadulási ünnepsége alatt a helyiek francia ès amerikai zászlócskàkat lengettek, kivève egy idősebb urat, akinèl egy korabeli nèmet zászlócska volt.